# Kiko Arai
Pour les articles homonymes, voir Arai (homonymie).
Kiko Arai (新井貴子, Arai Kiko, née le 8 décembre 1990 à Osaka, au Japon) est un mannequin japonais, élu Miss Japon en 2012.

## Source de la traduction
- (en) Cet article est partiellement ou en totalité issu de l’article de Wikipédia en anglais intitulé « Takako Arai » (voir la liste des auteurs).